# Henri Armbruster
Henri Armbruster, né le 22 juin 1842 à Langres dans la Haute-Marne et décédé à l'âge de 53 ans le 26 janvier 1896 à Bièvres en Seine-et-Oise, est un missionnaire français des missions étrangères de Paris.

## Biographie
Henri Armbruster fait ses études chez les frères de sa ville natale, à la maîtrise et au grand séminaire, et entre diacre au séminaire des missions étrangères le 7 août 1865. Il est ordonné prêtre le 26 mai 1866, et part pour le Japon le 14 juin suivant. Il réside d'abord à Nagasaki avant d'être envoyé à Hakodate. Cependant, peu après son arrivée, un envoyé de l'empereur annonce l'interdication de la prédication du catholicisme dans cette ville. En 1869, à cause des combats entre le shogunat et les partisans de l'empereur sur l'île de Yeso, Armbruster doit se réfugier sur le navire français Coëtlogon. Début 1870, il fait un voyage d'exploration à Niigata, puis s'installe à Tokyo. Le 2 juin 1874, il devient directeur du séminaire des missions étrangères pour le Japon, la Corée et la Mandchourie. La même année, il est professeur de dogme, le 4 juillet 1880, il devient secrétaire du Conseil et professeur des écritures saintes, puis le 7 juillet 1883, directeur des aspirants et secrétaire du Conseil. En 1884, il devient le supérieur du séminaire de philosophie à Meudon, charge qui lui est confirmée aux élections du 5 juillet 1886 et du 8 juillet 1889. 
Le 1er juillet 1895, il est élu supérieur du séminaire des missions étrangères. En cette qualité, il doit s'occuper de la loi fiscale du 16 avril 1895 qui, en plus des impôts ordinaires, frappe les communautés religieuses d'une taxe de 30 % sur la valeur brute des biens et immeubles qu'elles possèdent. Frappé d'apoplexie au séminaire de l'Immaculée-Conception à Bièvres le 20 janvier 1896, Armbruster y meurt le 26 du même mois, et est enterré au cimetière du parc. 